# 中山路 (鳳山區)
中山路（Jhongshan Rd.）是高雄市鳳山區的東西向重要幹道，為鳳山區來往苓雅區及大寮區的重要道路。此路共分為三個部分，分別為中山東路、中山路及中山西路，東起源於鳳山區鳳屏一路，西止於苓雅區建國一路，中山路為鳳山區歷史相對較早開發的道路，因此沿途商家、古蹟林立，為鳳山相當熱鬧的道路之一，其中沿線經過的兵仔市、鳳山夜市及中華街夜市，皆為鳳山相當熱鬧的商圈。

## 行經行政區域
（由東至西）
- 鳳山區
- 苓雅區

## 分段
中山路共分為三個部份：
- 中山東路：東起於鳳捷路、埤北路口接鳳屏一路，西過鳳山溪接中山路。屬台1戊線／台25線
- 中山路：東過鳳山溪接中山東路，西於光遠路口接中山西路。屬市道183甲線
- 中山西路：東於光遠路口接中山路，西止於光復路二段路口接建國一路。屬台1戊線

## 沿線設施
（由東至西）
- 中山東路
  - 全家便利商店鳳山埤頂店
  - 高雄市政府警察局鳳山分局埤頂派出所
  - 全家便利商店鳳山鳳埤店
  - 鳳山區農會東區辦事處
  - 小北百貨高雄鳳山店
  - 高雄市立鳳山國民中學
  -  橘線捷運鳳山國中站
  - 7-ELEVEN中東門市
  - 亞太電信鳳山中山東特約中心
  - 中華郵政高雄鳳山郵局
  - 財團法人台灣基督台灣信義會鳳山基督堂
  - 7-ELEVEN瑞竹門市
  - 全國電子鳳山黃埔門市
  - 黃埔公園
  - 中華民國陸軍軍官學校
  - 高雄市政府警察局鳳山分局成功派出所
  - 高雄市救國團鳳山社會教育研習中心
  - 黃埔新村
  - 台灣中油鳳山站
  - 鳳山溪鳳山橋
- 中山路
  - 鳳山龍山寺
  - 鳳山鳳邑鎮安宮
  - 7-ELEVEN鳳東門市
  - 台灣大哥大鳳山中山直營服務中心
  - 中國信託商業銀行鳳山分行
  - 全聯福利中心鳳山中山店
  - 鳳山第一公有零售市場(兵仔市)
  - 鳳山夜市
  - 華南銀行鳳山分行
  - 第一銀行鳳山分行
  - 臺灣中小企業銀行鳳山分行
  - 主幼商場鳳山店
  - 日藥本舖高雄鳳山門市
  - 寶雅高雄鳳山店
  - 肯德基鳳山中山餐廳
  - 7-ELEVEN鳳凌門市
  - Under Armour高雄鳳山門市
- 中山西路
  -  橘線捷運鳳山站
  - 鳳山縣新城西門(景華門)遺址
  - 中華街觀光夜市
  - 台新銀行鳳山分行
  - 順發3C量販鳳山店
  - 高雄市鳳山地政事務所
  - 國泰世華銀行鳳山分行
  - 全國加油站鳳山站
  - 高雄市鳳山就業服務站
  - 家樂福鳳山店
  - 兆豐銀行鳳山分行
  - 85度C鳳山中山店
  - 台灣中油高鳳站
  - 7-ELEVEN高鳳門市

## 公車資訊
- 中山東路
  - 高雄客運
    - 8001 歷史博物館(大公路)-林園站
    - 8010 建國站-旗山北站
    - 8010 區間車 鳳山轉運站-旗山北站
    - 8041A 高雄客運林園站-自立十全路口
    - 8048 捷運都會公園站-屏東轉運站
    - 橘11A 林園-捷運大東站
    - 橘11B 林園-建軍站
    - 512 鳳山轉運站-內埔-屏東科技大學

  - 義大客運
    - 8504 義大世界-鳳陽社區
- 中山路
  - 東南客運
    - 紅10 前鎮高中-臺鐵鳳山站

  - 高雄客運
    - 23 高雄客運鳳山站-圓照寺
    - 87 鳳山轉運站-建軍站
    - 橘11A 林園-建軍站
    - 橘11B 林園-建軍站
    - 8001 歷史博物館(大公路)-林園站
    - 8006 高雄客運鳳山站-大樹
    - 8010 建國站-旗山北站
    - 8010 區間車 鳳山轉運站-旗山北站
    - 8041A 高雄客運林園站-自立十全路口
    - 8041C 高雄客運鳳山站-茄萣站
    - 8048 捷運都會公園站-屏東轉運站
    - 8049 崗安路-高雄客運鳳山站
    - 512 鳳山轉運站-內埔-屏東科技大學

  - 港都客運
    - 橘8 建軍站-過埤派出所

  - 中華衛星大車隊
    - 5 鳳山轉運站-關帝廟
- 中山西路
  - 港都客運
    - 88 建國幹線 鳳山轉運站-捷運鹽埕埔站
    - 88 建國幹線延駛 黃埔公園-捷運鹽埕埔站
    - 53 捷運衛武營站-高雄車站(中山路)
    - 73 建軍站-左營區公所
    - 橘8 建軍站-過埤派出所

  - 東南客運
    - 橘7A 建軍站-大樹舊鐵橋濕地

  - 高雄客運
    - 8006 高雄客運鳳山站-大樹
    - 8010 建國站-旗山北站
    - 8041A 高雄客運林園站-自立十全路口
    - 8041C 高雄客運鳳山站-茄萣站
    - 8048 捷運都會公園站-屏東轉運站
    - 8049 崗安路-高雄客運鳳山站
    - 橘11A 林園-建軍站
    - 橘11B 林園-建軍站

  - 中華衛星大車隊
    - 5 鳳山轉運站-關帝廟

## 公共自行車
- 高雄市公共自行車租賃系統：
  - 捷運鳳山國中站(3號出口)：捷運鳳山國中站(3號出口前)
  - 捷運鳳山國中站(1號出口)：捷運鳳山國中站1號出口外停車場
  - 黃埔公園：光遠東路/中山東路口東南側
  - 黃埔新村：中山東路12-1號東側
  - 中山東路5巷口：中山東路5巷/中山路口(東南側)
  - 捷運鳳山站(1號出口)：捷運鳳山站1號出口東側

## 相關連結
- 高雄市主要道路列表